# Bevetés az olasz partok ellen 1915 májusában
Az olasz partok elleni első bevetésre 1915. május 24-én került sor az első világháború földközi-tengeri frontján. A támadást a Császári és Királyi Haditengerészet egységei hajtották végre, mivel az Olasz Királyság 1915. május 23-án hadat üzent az Osztrák–Magyar Monarchiának. Az összecsapás az osztrák-magyar erők győzelmével végződött.

## Előzmények
1914. július 28-án a szarajevói merénylet következtében az Osztrák–Magyar Monarchia, a szerbekhez intézett, teljesítetlen követelései miatt hadat üzent Szerbiának. Ezt a nagyhatalmak vetélkedése miatt végül az első világháború kitörése követte. Az Olasz Királyság előbb passzív maradt, majd 1915. május 23-án hadat üzent az Osztrák–Magyar Monarchiának. A hadüzenet megdöbbentette az osztrák–magyar hadvezetést, mivel az olasz fél közel három évtizede szövetségesnek számított. Tekintve, hogy az Olasz Királyi Haditengerészet maga több hajóval rendelkezett, mint az Osztrák–Magyar Monarchia, a hadvezetés megelőző csapást kívánt mérni az olaszokra. Az akció célja emellett az volt, hogy megzavarja az olasz szárazföldi egységek felfejlődését, amíg a Császári és Királyi Hadsereg csapatai elfoglalják a kijelölt állásaikat.

## Az összecsapás lefolyása
A hadiállapot beállta után a Császári és Királyi Haditengerészet teljes flottája kifutott, köztük a Tátra-osztály rombolói is. Az SMS Tátra és az SMS Csepel feladata Manfredonia kikötőjének bombázása volt. A láthatóság a sötétség és a csapadékos időjárás miatt rendkívül rossz volt. Ekkor egy hirtelen előbukkanó hajóról valaki olaszul átkiáltott az SMS Csepelre. A „Kik vagytok?” kérdésre Pitamić sorhajóhadnagy azt válaszolta, hogy az Indomito olasz romboló. Az olaszokat megtévesztette a csel és abban a tudatban távoztak, hogy saját egység mellett haladtak el.
04 óra 15-kor a kötelék megérkezett Manfredoniába, ahol azonban nem találtak ellenséges hajókat. A köd okozta rossz látási viszonyok következtében nem sikerült a parton található katonai célpontok beazonosítása. Hamarosan megjelent a közelben egy csónak, amelynek tulajdonosa gyümölcsöket és élelmiszereket kívánt eladni. Vuković korvettkapitány a hozzá intézett kérdésekből megállapította a pályaudvar, a jelzőállomás és a gyárak elhelyezkedését és a csónak figyelmeztetése után közel 45 percen keresztül bombázta ezeket az objektumokat. A feladat végrehajtása után a találkozási pontnak kijelölt Vieste felé hajóztak, ahol a tervek szerint az SMS Lika és az SMS Orjen rombolókkal, valamint az SMS Helgoland cirkálóval kellett egyesülniük.
Az SMS Helgoland feladata Barletta bombázása volt, melyet 04 óra 38 perckor szüntetett be. Hamarosan két olasz romboló jelent meg a közelben. Az SMS Helgoland azonnal tüzet nyitott a rombolókra, amelyek egyike sebességének köszönhetően délkeleti irányban el tudott menekülni. A másik olasz egység, a Turbine romboló Vieste irányában próbált biztonságba jutni. A Helgoland megkezdte a Turbine üldözését. 05 óra 10 perckor, Vieste közelében az olasz romboló a Tátra és a Csepel látómezőjébe került. A két osztrák–magyar romboló előbb saját egységnek nézte, a Helgoland rádióüzenete azonban tisztázta a helyzetet. A Helgoland üzenete a szintén ebben a körzetben feladatot ellátó és a közelben tartózkodó Lika és Orjen rombolóknak szólt.
05 óra 45 perckor a Tátra és a Csepel tűzharcba bocsátkozott az olasz rombolóval. Az olasz egység helyzete azonban hamarosan kritikussá vált, tekintve, hogy az osztrák–magyar hadihajók minden irányból körülfogták. A Likán szolgálatot ellátó Jordanis fregatthadnagy a következő jelentést tette:
Az ütegemmel 5200 méterről nyitottunk tüzet, és néhány sorozat után belőttük magunkat. Mi ketten (ti. a LIKA és a TURBINE) párhuzamos irányban haladtunk 30 csomó sebességgel, míg messze mögöttünk, az ellenfél sodorvonalában száguldott előre a Tátra és a Csepel. Ekkor egy 7 cm-es gránát eltalálta a TURBINE kazánházát. Fekete füst és gőz lövellt az ég felé, a hajó futása lelassult.
Rövidesen a Tátra is találatot ért el, melynek hatására az olasz hadihajó fedélzete és a gépházban található főgép szenvedett károkat. Ennek következtében az olasz romboló előbb lelassult, majd megállt. Az olasz parancsnok, Bianchi korvettkapitány ekkor kitűzte a megadást jelző fehér zászlót. Az osztrák–magyar rombolók előbb kimentették az olasz haditengerészeket (35 főt), majd a Tátra tíz gránát, a Lika pedig egy torpedó használatával elsüllyesztette az olasz hadihajót.
Ez idő alatt Horthy Miklós a flotta északon elhelyezkedő egységeit vezette a Porto Corsini elleni támadásra.